# Karatop, Maden
Karatop é uma aldeia localizada no distrito de Maden, na província de Elazığ, na Turquia. Sua população era de 75 habitantes em 2024.